# Умершие в октябре 1995 года
Это список известных людей, соответствующих установленным критериям значимости (см. Википедия:Критерии значимости персоналий), умерших в октябре 1995 года.
Причина смерти указывается лишь в исключительных случаях (убийство, самоубийство, гибель в результате военных действий, смертная казнь, ДТП или несчастные случаи). В остальных случаях — не указывается.
- 1 октября — Маргарет Горман (90) — американская королева красоты, первая Мисс Америка[1].
- 1 октября — Виктор Юрковский (40) — советский футболист, вратарь. Мастер спорта международного класса.
- 2 октября — Олег Алекин (87) — советский и российский учёный-гидрохимик, автор трудов по химии природных вод.
- 2 октября — Григорий Гай (75) — советский актёр театра и кино.
- 2 октября — Игорь Каберов (78) — лётчик-истребитель, Герой Советского Союза.
- 3 октября — Лейси Вич (51) — астронавт НАСА.
- 3 октября — Людвиг Курист (90) — советский офицер, участник Великой Отечественной войны, Герой Советского Союза.
- 4 октября — Захар Барковский (84) — работник советского сельского хозяйства, Герой Социалистического Труда.
- 4 октября — Владимир Овчаркин (85) — участник Великой Отечественной войны, Герой Советского Союза.
- 5 октября — Владимир Александров (88) — биолог и цитолог СССР.
- 5 октября — Леонид Афанасьев (74) — советский композитор. Народный артист РСФСР.
- 5 октября — Григорий Московченко (79) — участник Великой Отечественной войны, Герой Советского Союза.
- 7 октября — Афанасий Демаш (87) — советский работник сельского хозяйства, агроном, Герой Социалистического Труда.
- 7 октября — Евгений Оршулович (59) — профессиональный конферансье, исполнитель песен, чтец и сочинитель, артист «разговорного» жанра, автор юмористических рассказов.
- 7 октября — Александр Рыжкин (76) — управляющий отделением совхоза им. Дмитрова Коломенского района Московской области.
- 7 октября — Александр Цинзерлинг (72) — советский и российский учёный-патологоанатом.
- 8 октября — Владимир Воронов (81) — полковник Советской Армии, участник польского похода РККА, советско-финской и Великой Отечественной войн, Герой Советского Союза.
- 8 октября — Александр Мазуркевич (82) — украинский и советский педагог, литературовед, славист.
- 8 октября — Екатерина Мазурова (94) — советская актриса.
- 9 октября — Марк Карминский (65) — украинский советский композитор.
- 10 октября — Лютфи Захидова (69) — советская таджикская артистка балета, танцовщица. Народная артистка СССР.
- 10 октября — Андрей Молодан (88) — Полный кавалер Ордена Славы.
- 10 октября — Николай Романюк (73) — Герой Советского Союза.
- 10 октября — Глеб Табаков (83) — один из ведущих специалистов ракетно-космической промышленности, Герой Социалистического Труда.
- 11 октября — Михаил Меерович (64) — советский и российский поэт-песенник.
- 12 октября — Иван Дзюба — советский лётчик, полковник, Герой Советского Союза.
- 13 октября — Владимир Громаковский (73) — Герой Советского Союза.
- 13 октября — Григорий Кипнис (72) — журналист, писатель, переводчик.
- 13 октября — Александр Попков (81) — Герой Советского Союза.
- 14 октября — Иван Крутиков (80) — Герой Советского Союза.
- 14 октября — Александр Пайков (71) — Герой Советского Союза.
- 14 октября — Эллис Питерс (наст. имя Эдит Перджтер, англ. Edith Pargeter) (82) — британская детективная писательница, создавшая серию произведений про монаха Кадфаэля, сыщика-любителя.
- 15 октября — Ахать Брагин — донецкий бизнесмен, криминальный авторитет.
- 15 октября — Алексей Габрилович (59) — советский режиссёр-документалист, сценарист (род.5 октября 1936).
- 18 октября — Абрамович, Хаим-Занвл (Рыбницкий Ребе) (92 или 93) — хасидский цадик, основатель рыбницкой династии.
- 18 октября — Ашот Казарьян (74) — советский офицер, участник Великой Отечественной войны, Герой Советского Союза.
- 18 октября — Василий Курлов (72) — Полный кавалер Ордена Славы.
- 18 октября — Григорий Уткин (84) — участник Великой Отечественной войны, полный кавалер ордена Славы.
- 18 октября — Франко Фабрицци (69) — итальянский актёр, снимавшийся в фильмах итальянских и французских режиссёров; рак.
- 19 октября — Николай Чирка (88) — Герой Советского Союза.
- 22 октября — Николай Борисов (80) — Полный кавалер Ордена Славы.
- 24 октября — Артур Волошин (22) — Герой Российской Федерации.
- 24 октября — Анна Вуд (15) — девочка-подросток из Австралии, впавшая в кому 21 октября 1995 года и затем умершая из-за водной интоксикации после приёма таблетки экстази на рейв-вечеринке в Сиднее.
- 24 октября — Пётр Дубина (86) — красноармеец Рабоче-крестьянской Красной Армии, участник Великой Отечественной войны, Герой Советского Союза.
- 25 октября — Сергей Гидаев (94) — советский государственный и партийный деятель, председатель Президиума Верховного Совета Мордовской АССР (1947-1949).
- 25 октября — Леонид Дьячков (56) — советский актёр, народный артист РСФСР.
- 25 октября — Мартын Касьян (90) — советский ученый в области машиностроения, академик АН Арм. ССР
- 25 октября — Фёдор Костиков (75) — участник Великой Отечественной войны, Герой Советского Союза.
- 25 октября — Вивека Линдфорс (74) — шведская и американская киноактриса.
- 25 октября — Сергей Трубачёв (76) — советский дирижёр, педагог, церковный композитор, православный регент, диакон Русской православной церкви.
- 26 октября — Олеся Иванова (наст. имя  Людмила Мстиславовна Иванова) (70) — советская киноактриса, исполнительница эпизодических ролей.
- 26 октября — Карлис Марсонс (54) — советский и латвийский театральный режиссёр.
- 28 октября — Михаил Маслюк (77) — механик, музыкант, поэт, автор оригинальных часов и музыкальных инструментов, фотограф, мастер микроминиатюры, заслуженный мастер народного творчества.
- 29 октября — Терри Саузерн (71) — американский писатель-битник, публицист, сценарист и преподаватель университета.
- 30 октября — Геннадий Белов (49) — советский и российский эстрадный певец.
- 30 октября — Константин Воинов (77) — советский режиссёр, сценарист, актёр, народный артист РСФСР (1989).